# 蒼梧郡
蒼梧郡（そうご-ぐん）は、中国にかつて存在した郡。秦代から唐代にかけて、現在の湖南省南部から広西チワン族自治区西北部にかけての地域に設置された。

## 概要
秦が中国を統一した後に蒼梧郡が置かれた。郡治は不明である。秦が滅亡すると、南越国に継承された。
紀元前111年（元鼎6年）、漢が南越国を滅ぼすと、蒼梧郡が置かれた。郡治は広信県に置かれ、交阯刺史部に属した。前漢末には、蒼梧郡は広信・謝沐・高要・封陽・臨賀・端渓・馮乗・富川・茘浦・猛陵の10県を管轄した。王莽のとき、新広郡と改称された。
後漢が建てられると、蒼梧郡の称にもどされた。蒼梧郡は交州に属し、広信・謝沐・高要・封陽・臨賀・端渓・馮乗・富川・茘浦・猛陵・鄣平の11県を管轄した。
三国呉のとき、蒼梧郡の東北の臨賀・謝沐・馮乗・富川・封陽の諸県を分割して、臨賀郡が置かれた。264年（永安7年）、交州東部を分割して広州が立てられると、蒼梧郡は広州に転属した。
晋のとき、茘浦県が始安郡に編入された。蒼梧郡は広信・端渓・高要・建陵・新寧・猛陵・鄣平・農城・元渓・臨允・都羅・武城の12県を管轄した。
南朝宋のとき、蒼梧郡は広信・猛陵・懐熙・思安・封興・蕩康・僑寧・遂城・丁留・広陵・武化の11県を管轄した。
南朝斉のとき、蒼梧郡は広信・寧新・封興・撫寧・遂城・丁留・懐熙・猛陵・広寧・蕩康・僑寧・思安の12県を管轄した。
南朝梁のときに成州が置かれ、蒼梧郡は成州に属した。
583年（開皇9年）、隋が南朝陳を滅ぼすと、蒼梧郡は廃止されて、封州に編入された。607年（大業3年）に州が廃止されて郡が置かれると、封州は蒼梧郡と改称された。郡治は封川県に置かれ、封川・都城・蒼梧・封陽の4県を管轄した。
621年（武徳4年）、蕭銑が唐に降ると、蒼梧郡は唐の梧州となった。蒼梧・豪静・開江の3県を管轄した。742年（天宝元年）、梧州は蒼梧郡と改称された。758年（乾元元年）、蒼梧郡は梧州と改称され、蒼梧郡の呼称は姿を消した。